# Yambali
Yambali est un village du district de Lagaip dans la province d'Enga, en Papouasie-Nouvelle-Guinée. Il est situé directement sur la route Laiagam (en)-Porgera (en). Yambali se trouve à 595 km au nord-ouest de la capitale, Port Moresby. En mai 2024, Yambali comptait près de 4 000 habitants. Le village a été détruit lors du glissement de terrain de l'Enga de 2024. Selon l'Organisation internationale pour les migrations (OIM) la catastrophe y aurait occasionné la mort de 670 personnes.